# チナンパ

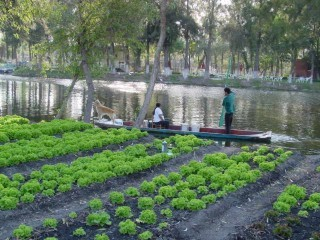
チナンパ

チナンパは、沼地の表面の厚い水草層を切り取り、敷物のように積み重ねてつくった浮島の上に湖底の泥を盛り上げて作った湖上の畑のようなものを利用する収量の大きい農法である。チナンパは日本語では「浮き畑」と呼ばれる。
アステカ時代のテノチティトランの周囲で行われていたことでも知られ、総面積は9,000ヘクタールに及ぶと推定されている。チナンパ農法は、たえず灌漑されると同時に、多くの養分を含んだ泥で栽培するので集約的に高い収穫を得ることができた。チナンパの跡地からは豆、カボチャ、サンザシ、ウチワサボテンなど、多くの種類の作物を栽培した痕跡が見つかっている。
メソアメリカの文明では、農業の最適な肥料として人糞が重要視されていた。アステカのチナンパも同様であり、人糞も含んだ様々な廃棄物を肥料として再利用することで、高い生産性を持っていた。
現在でもメキシコシティ南方のソチミルコに残っている。